# Tomás Antonio San Miguel Díaz
Mons. Tomás Antonio San Miguel Díaz, fue un obispo católico que ejerció como primer obispo de la Diócesis de San Cristóbal en Venezuela.

## Biografía[3]
Nació en Valencia el 7 de marzo de 1887. Sus padres fueron Tomás San Miguel y Ana Josefa Díaz.

### Estudios
Los estudios primarios los realizó en el colegio “Ramírez” de su ciudad natal, al terminarlos ingresó en 1904 al Seminario de Caracas donde se formó para ser sacerdote.

## Sacerdote
Es Ordenado presbítero por el Arzobispo Mons. Juan Bautista Castro, el 14 de julio de 1912, incardinándose a la Arquidiócesis de Caracas.

### Algunos cargos
- Rector del Seminario Santa Rosa de Lima (Caracas).
- Párroco de San Juan Bautista en Caracas entre 1918 y 1923

## Obispo

### Nombramiento
Con la creación de la nueva Diócesis de San Cristóbal, edo. Táchira, el 12 de octubre de 1922 por el Papa Pío XI (junto a las Diócesis de Coro, Cumaná y Valencia bajo la Constitución Apostólica "Ad munus ab Unigenito") el Congreso Nacional lo designó su primer obispo el 9 de junio de 1923.

### Ordenación como obispo
Ordenado Obispo en Caracas el 21 de octubre de 1923.

#### Obispo consagrantes
- Consagrante principal:
  - Excmo. Mons. Filippo Cortesi †, Arzobispo titular de Siraces.
- Los coprincipales consagradores:
  - Excmo. Mons. Arturo Celestino Álvarez †, Obispo de Calabozo.
  - Excmo. Mons. Sixto Sosa Díaz †, Obispo de Cumaná.

### Toma de posesión canónica
Toma posesión de la Diócesis de San Cristóbal el 23 de noviembre de 1923, siendo recibido bajo palio, solicitando al mandatario regional, general Eustoquio Gómez, que lo acompañara en tan distinguido momento.

## Obras en la Diócesis
- En enero de 1924 estableció, informalmente el Seminario Menor “Santo Tomás de Aquino”.
- Fundó el 14 de mayo de 1924 el Diario Católico en San Cristóbal e instituyó el “Boletín Eclesiástico”.[4]
- Logró el acuerdo con los padres eudistas de Colombia y constituyó el Seminario el 3 de febrero de 1925.
- Logró avances en la reforma física de Catedral, logrando el altar de mármol, la dotación de lámparas, y gobernó con prudencia y sapiencia su territorio eclesiástico, teniendo a su lado fieles colaboradores como Primitivo Galavis y Maximiliano Escalante.
- Confirió el presbiterado a varios sacerdotes, entre ellos, Carlos Sánchez Espejo.
- Realizó el Primer Sínodo Diocesano, promulgando los Estatutos de la Diócesis en 1936.

### Promotor de la vida religiosa
En el Táchira bajo el pastoreo de Mons.Tomás Antonio San Miguel Díaz se radicaron:
- Los dominicos colombianos del Colegio “María Inmaculada” de Rubio (1926).
- Las salesianas italianas del Colegio “María Auxiliadora” (1928).
- Los padres redentoristas de la Capilla de San Antonio (1927)
- Los agustinos y los hermanos de La Salle que crearon el famoso colegio en 1932.

## Muerte
En 1925 comenzaría una serie de malestares físicos que desembocaron en su delicada enfermedad, por su actividad constante disminuyó sus fuerzas físicas y tuvo que partir en condiciones graves a Caracas en noviembre de 1936. Luego quiso regresar al Táchira en marzo de 1937 y su estado empeoró, falleciendo en su residencia del Palacio Episcopal en San Cristóbal.
La Santa Sede lo distinguió en 2002 como siervo de Dios.
| Predecesor: Ninguno | I Obispo de San Cristóbal 1923 - 1937 | Sucesor: Rafael Ignacio Arias Blanco |